# CONOMi
CONOMi（コノミ）是日本的服裝品牌，業務範圍包括制服販售及網絡商店通販。

## 概要
商品多源化，而且有多種顏色選擇。在中國網絡購物平台阿里爸爸的子公司天貓開設網絡商店。2011年於巴黎舉行的日本博覽會中舉辦時裝秀。
2014年起，舉辦「日本制服奬」，作為"決定日本最適合制服的男女的選舉"舉辦「日本制服奬」。。

## 公司
- 總公司：新潟縣妙高市柳井田町3-2-5[6]
- 原宿辦公室：東京都渋谷區千駄谷3-4-8 原宿201號室[6]

## 分店

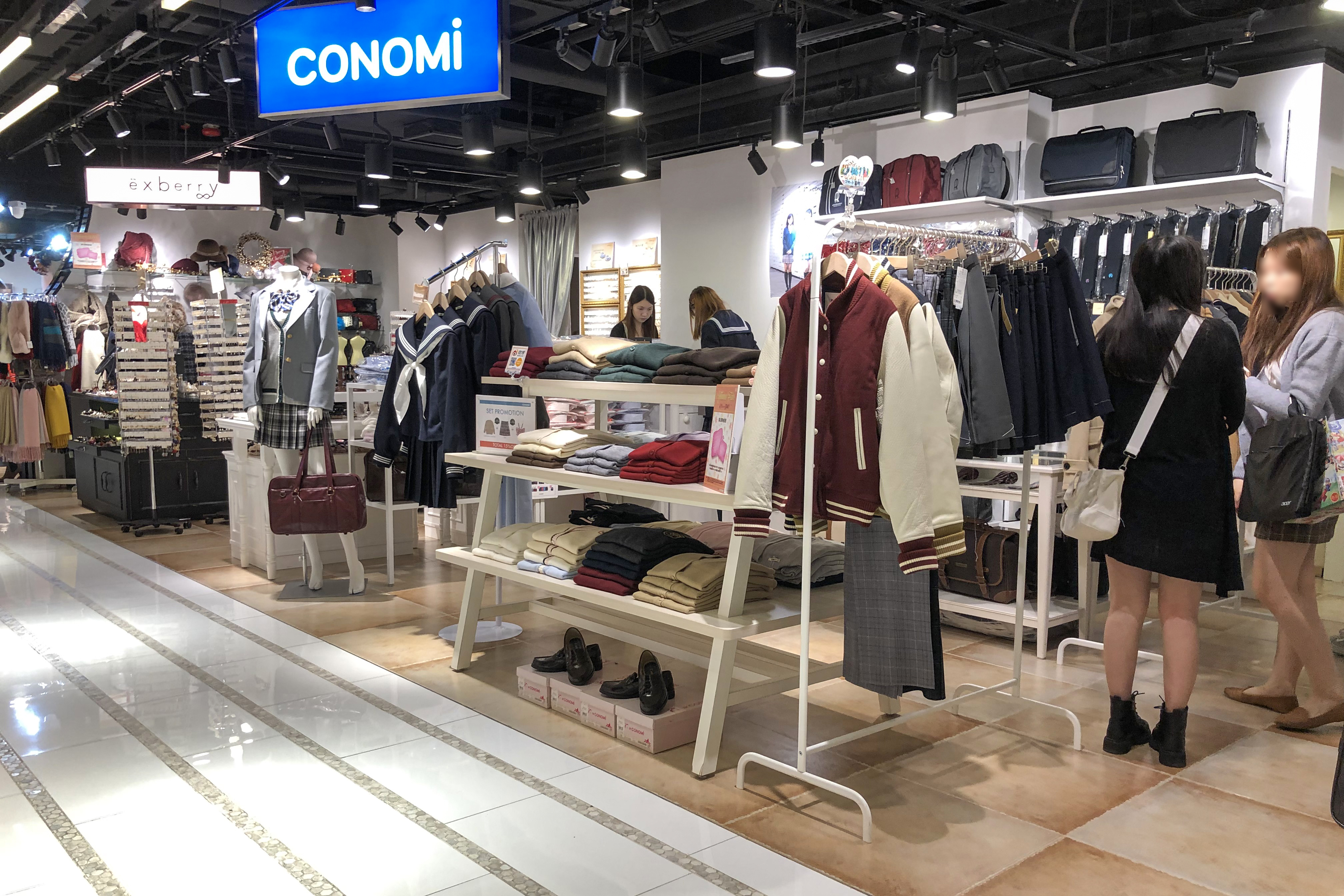
CONOMi香港店

- 原宿店（東京都渋谷區神宮前1-19-2  1F）[6]
- 大阪梅田 HEP FIVE店（大阪府大阪市北區角田町5-15 HEP FIVE 6F）[6] 上越店（新潟縣上越市富岡3458 上越 2F）[6]
- 長野店"CONOMi STAGE"（長野縣長野市北石堂町1429-1  2F）[6]
- 郡山店（福島縣郡山市駅前二丁目11-1  3F）[6]
- 新潟新井店（新潟県妙高市柳井田町3-2-5）[6]
- SHIBUYA109 HONGKONG店（九龍尖沙咀海港城港威商場三樓3002號舖）（於2021年1月16日租約期滿後閉店）[6]

## 歷史
- 1991年（平成3年） - 作為株式会社(所在地：大阪市大正区)的分店開設的女裝店開業(現總公司）。[6]。
- 2000年（平成12年） - 成為時尚潮流。[6]。
- 2002年（平成14年） - 開始販售校服。[6]。
- 2004年（平成16年） - 開設第2家分店「さん来夢あらい店」。與KURI-ORI,MICHEL KLEIN Scolaire,ROCO NAILS等制服品牌合作，於門市販售其商品。[6]
- 2006年（平成18年） - 受到制服品牌BEVERLY HILLS POLO CLUB,ROCO NAILS的委托，親自構思商品企劃。設立株式会社このみ。[6]。
- 2007年（平成19年） - 舉行學校時尚活動「品牌制服展演2007 in 渋谷 日语：」[6]。
- 2008年（平成20年） - 於竹下通開設CONOMi原宿店。第2屆「品牌制服展演2008 in橫浜 日语：」開催。於長野站上蓋開設CONOMi長野駅MIDORI店[6]。
- 2009年（平成21年） - 舉行第3屆「品牌制服展演2009 in 池袋太陽城ALTA」。東京KAWAII TV「眼看巴黎項目」中被選為日本代表，於巴黎舉行時裝秀。*參加於意大利羅馬舉行的ROMICS，舉行制服時裝秀。於泰國・韓國・俄羅斯舉行時裝秀。[6]
- 2010年（平成22年） - 發表ARCONOMI品牌，開始營業。第4屆「品牌制服展演」於池袋太陽城ALTA‧新宿ALTA‧立川modi‧原宿Solado‧町田modi‧橫濱VIVRE舉行。[6]。
- 2011年（平成23年） -  品牌AneCONOMi崛起，開設原宿店。第5回「品牌制服展演2011」於池袋太陽城ALTA‧橫濱VIVRE‧新宿MARUI ONE‧渋谷‧丸井吉祥寺店‧丸井町田店‧丸井北千住店‧丸井Family 志木‧丸井柏‧立川modi‧難波丸井舉行。作為巴黎日本博覽會主時裝秀參加[6]。
- 2012年（平成24年） - 第6屆「品牌制服展演2012」於梅田大丸‧SOGO橫濱店‧SOGO千葉店‧立川modi‧横浜VIVRE‧丸井吉祥寺店‧丸井町田店‧丸井北千住店‧丸井Family 志木‧國分寺丸井‧丸井Family 溝口‧難波丸井‧池袋太陽城ALTA‧新宿ALTA舉行[6]。[7]6月7日～7月4日於瀋陽伊勢丹内開設期間限定店[6]。
- 2013年（平成25年） - 第7屆「品牌制服展演2013」於松坂屋上野店‧大丸梅田店‧池袋太陽城ALTA店‧SOGO 千葉店‧丸井城市 橫濱‧丸井吉祥寺店‧丸井町田店‧丸井北千住店‧國分寺丸井店舉行。CONOMi長野上蓋MIDORI店移到「CONOMi長野Again 店」[6]。
- 2014年（平成26年） - 第8回「品牌制服展演2014」於大丸梅田店‧阿倍野109店‧池袋太陽城ALTA店‧SOGO千葉店‧SOGO横浜店‧丸井吉祥寺店舉行。青山会場‧仙台会場‧大阪会場的特別活動會場舉行。舉辦第1屆日本制服奬。CONOMi原宿店擴張後再營業[6]。
- 2015年（平成27年） - 第9屆「品牌制服展演2015」於4pla Sapporo 札幌店‧櫻野 仙台店‧SHIBUYA109店‧丸井吉祥寺店‧池袋太陽城ALTA店‧SOGO千葉店‧SOGO横浜店‧SOGO大宮店‧大丸梅田店舉行。舉辦第2屆日本制服奬[5]。舉辦第1屆上海制服奬。關西第一家分店，CONOMi SHUBUYA109ABENO店於2月28日開始營業[6]。
- 2016年（平成28年） - 第10屆「品牌制服展演2016 」於4pla Sapporo 札幌店‧櫻野 仙台店‧SHIBUYA109店‧109MACHIDA店‧東急吉祥寺店‧池袋太陽城ALTA店‧そごう千葉店‧SOGO横浜店‧SOGO大宮店‧大丸梅田店‧MOLTI郡山店舉行[6]。舉辦第3屆日本制服奬[5]。
- 2017年（平成29年） - 舉辦第4屆日本制服奬[5]。
- 2018年（平成30年） - 舉辦第5屆日本制服奬[5]。
- 2019年（平成31年・令和元年） - 舉辦第6屆日本制服奬[5]。
- 2020年（令和2年） - 舉辦第7屆日本制服奬[5]。
- 2021年（令和3年） - 舉辦第8屆日本制服奬[8]。

## 脚注
1. ↑  . 109 編集部.   [2020-09-01] （日语）.[]
2. ↑  . conomi.tmall.com.   [2020-09-01].
3. ↑  . 美術展. 2019-05-09  [2020-09-01]. （原始内容存档于2022-03-02） （日语）.
4. ↑  Japan Expo. . June 15, 2011  [2022-03-02]. （原始内容存档于2022-03-02）.
5. 1 2 3 4 5 6 7  .   [2020-08-29]. （原始内容存档于2022-03-06） （日语）.
6. 1 2 3 4 5 6 7 8 9 10 11 12 13 14 15 16 17 18 19 20 21 22 23 24  . www.conomi.jp.   [2020-09-01]. （原始内容存档于2022-03-02）.
7. ↑  FASHIONSNAP.COM. . FASHIONSNAP.COM []. 2012-06-06  [2020-09-01]. （原始内容存档于2022-03-02） （日语）.
8. ↑  . 配信No.1｜PR TIMES.   [2020-09-01]. （原始内容存档于2022-03-02）.

## 外部連結
- CONOMi （页面存档备份，存于） - 官方網站
- CONOMi(conomi_official) （页面存档备份，存于） - Instagram
- CONOMi(@arconomi) （页面存档备份，存于） - Twitter